# Överby, Norrtälje kommun
Överby är en bebyggelse väster om länsväg 276 i Länna socken i Norrtälje kommun. Från 2015 avgränsar SCB här en småort.